# 미치 랩
미치 랩(영어: Mitch Rapp)은 빈스 플린의 스릴러 소설 시리즈 '미치 랩 시리즈'의 주인공이며, 《권력의 이동》(1999)에서부터 등장했다. CIA의 대테러부대 비밀요원으로, 대학 시절 테러로 여자친구를 잃은 후 복수를 위해 에이전트가 되었다. 작품 안에서 미국 최고의 살상무기로 통한다.
2017년 개봉하는 영화 《아메리칸 어쌔신》에서는 배우 딜런 오브라이언이 미치 랩 역을 연기했다.